# Цвијановић Брдо
Цвијановић Брдо је насељено мјесто града Слуња, на Кордуну, Карловачка жупанија, Република Хрватска.

## Географија
Цвијановић Брдо се налази око 10 км сјеверно од Слуња.

## Историја
Цвијановић Брдо се од распада Југославије до августа 1995. године налазило у Републици Српској Крајини.

### Други свјетски рат
Милутин Ловрић, земљорадник из Цвијановића Брда, је са женом у лето 1941. године отишао на вашар у Слуњ да прода пар волова. Пошто је волове продао и пошао кући усташе су га још у вароши ухватиле, отеле му 10.000 динара од продатих волова, одвели га и убили, а жену пустили кући.

## Култура
У Цвијановић Брду је сједиште истоимене парохије Српске православне цркве. Парохија Цвијановић Брдо припада Архијерејском намјесништву карловачком у саставу Епархије Горњокарловачке. У Цвијановић Брду се налази храм Српске православне цркве Светог великомученика Георгија, изграђен 1853. године, обновљен 1966. године, а девастиран 1995. године. Парохију сачињавају: Српски Благај, Црно Врело, Бандино Село, Глиница, Горња Глина, Цвијановић Брдо.

## Становништво
Према попису становништва из 2011. године, насеље Цвијановић Брдо је имало само 2 становника.
| Националност       | 1991. | 1981. | 1971. | 1961. |
| Срби               | 298   | 466   | 700   | 896   |
| Југословени        |       | 27    |       | 2     |
| Хрвати             | 6     | 22    | 23    | 42    |
| Црногорци          |       |       |       | 1     |
| остали и непознато | 7     | 10    |       | 1     |
| Укупно             | 311   | 525   | 723   | 942   |

| Демографија | Демографија | Демографија |
| Година      | Становника  | Становника  |
| ----------- | ----------- | ----------- |
| 1961.       | 942         |             |
| 1971.       | 723         |             |
| 1981.       | 525         |             |
| 1991.       | 311         |             |
| 2001.       | 0           |             |
| 2011.       |             | 2           |

## Попис 1991.
На попису становништва 1991. године, насељено место Цвијановић Брдо је имало 311 становника, следећег националног састава:
| Попис 1991.‍  | Попис 1991.‍  | Попис 1991.‍ | Попис 1991.‍ | Попис 1991.‍ |
| ------------ | ------------ | ----------- | ----------- | ----------- |
|              |              |             |             |             |
| Срби         | Срби         |             | 298         | 95,81%      |
| Хрвати       | Хрвати       |             | 6           | 1,92%       |
| неопредељени | неопредељени |             | 6           | 1,92%       |
| непознато    | непознато    |             | 1           | 0,32%       |
| укупно: 311  |              |             |             |             |